# Spelaeala scobina
Spelaeala scobina är en insektsart som beskrevs av Rehn, J.A.G. 1943. Spelaeala scobina ingår i släktet Spelaeala och familjen vårtbitare. Inga underarter finns listade i Catalogue of Life.